# Opus reticulatum

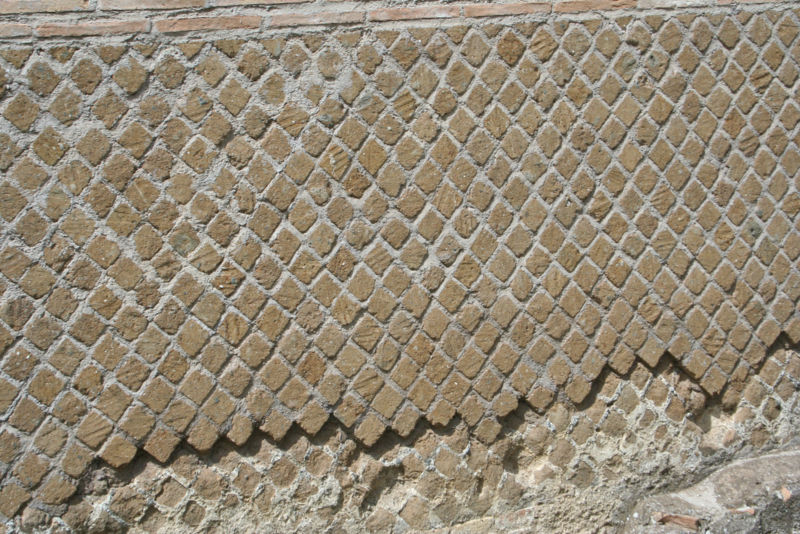
Opus reticulatum usado en la pared exterior de la Villa de Adriano utilizada como refugio del Emperador Adriano a principios del en la antigua Roma.

Opus reticulatum (también conocido como aparejo reticulado) es una forma de mampostería usada en la Arquitectura romana. Se compone de ladrillos de toba volcánica con forma de rombo colocados alrededor de un núcleo de opus caementicium, en un ángulo de aproximadamente 45 grados de forma que las bases cuadradas forman un patrón diagonal, y el patrón de las líneas de mortero parece una red. Reticulatum es el término en latín para red, y opus es el término para una obra de arte, de ahí que la traducción literal sería "obra en red".
Esta técnica constructiva se usó al comienzo del siglo I a. C., y siguió siendo muy común hasta el uso del opus latericium, una forma distinta de aparejo.
El Opus reticulatum se usó como técnica en el Palazzo Rucellai del Renacimiento en Florencia, siendo una habilidad perdida con el fin del Imperio Romano, y redescubierta por medio de la arqueología por Leon Battista Alberti.
La forma inicial, en bruto del opus reticulatum, una mejora del opus incertum se llama opus reticulatum cuasi.